# NGC 6234
NGC 6234 is een elliptisch sterrenstelsel in het sterrenbeeld Slangendrager. Het hemelobject werd op 17 juni 1880 ontdekt door de Duitse astronoom Albert Marth.

## Synoniemen
- MCG 1-43-7
- ZWG 53.18
- ARAK 508
- NPM1G +04.0508
- PGC 59144